# The Amityville Horror (2005)
The Amityville Horror is een Amerikaanse film uit 2005, geregisseerd door Andrew Douglas. De film is gebaseerd op de gelijknamige roman van Jay Anson en een nieuwe versie van de gelijknamige film uit 1979 en het negende deel in de daaruit voortgekomen filmserie. De hoofdrollen worden vertolkt door onder andere Ryan Reynolds, Melissa George en Jesse James.

## Verhaal
Op 13 november 1974 vermoordt in de Amerikaanse plaats Amityville de oudste zoon van het gezin DeFeo zijn beide ouders, zijn twee jongere broers en zijn twee jongere zusjes. Later verklaart hij aan de politie dat hij dit deed omdat stemmen in het huis hem dit bevolen.
Ongeveer een jaar later betrekt een gezin van vijf opnieuw het huis waar deze feiten werden gepleegd.

## Rolverdeling
| Acteur             | Personage                 |
| ------------------ | ------------------------- |
| Ryan Reynolds      | George Lutz               |
| Melissa George     | Kathy Lutz                |
| Jesse James        | Billy Lutz                |
| Jimmy Bennett      | Michael Lutz              |
| Chloë Grace Moretz | Chelsea Lutz              |
| Rachel Nichols     | Lisa                      |
| Philip Baker Hall  | Pater Callaway            |
| Isabel Conner      | Jodie DeFeo               |
| Brendan Donaldson  | Ronald "Ronnie" DeFeo jr. |

## Prijzen en nominaties
- Golden Trailer Awards
  - Best Horror
- MTV Movie & TV Awards
  - Nominatie: Best Frightened Performance (Rachel Nichols)
- Teen Choice Awards
  - Choice Movie Scary Scene (Ryan Reynolds)
  - Nominatie: Choice Movie: Thriller
  - Nominatie: Choice Movie Scream Scene (Rachel Nichols)
- Young Artist Awards
  - Nominatie: Beste actrice van 10 jaar of jonger in een film (Chloë Grace Moretz)